# معركة ماكين
مَعْرَكة مَاكينْ، أحد مَعارك حَرب المُحيط الهادئ أثناء الحَرب العالمية الثانية، دَارَتْ رَحَاها في الفترة من 20 سِبتَمبر إلى 24 نوفمبر 1943، بينَ القواتْ الأمريكية واليابانية خلال حَملة جُزر غيلبرت ومارشال، على الشُعب الحلقية لجزيرة ماكين، في أرخبيل غيلبرت.

## خلفية

### الغزو الياباني والتحصين
في 10 ديسمبر 1941، بعد ثلاثة أيام من الهجوم على بيرل هاربر، وصل 300 جُندي ياباني بالإضافة إلى عمال من قوة الإنزال الخاصة بغزو جُزر غيلبرت إلى جزيرة ماكين المرجانية واحتلوها دون مقاومة. تقع ماكين شرق جزر مارشال، وكان الهدف من هذه العملية أن يكون لهُم قاعدة مُمتازة لاطلاق الطائرات المائية، من أجل حماية الجناح الشرقي للمُحيط الياباني من هجوم الحلفاء من خلال توسيع الدوريات الجوية اليابانية بالقرب من الجُزر التي يُسيطر عليها الأخير، جزيرة هاولاند، جزيرة بيكر، توفالو، وجزر فينيكس وإيليس.
أعطت نهاية حملة جزر ألوشيان والتقدم في جزر سليمان، بالإضافة إلى زيادة الإمدادات من الرجال والمعدات، للبحرية الأمريكية الموارد اللازمة لغزو وسط المحيط الهادئ في أواخر عام 1943. وكان الأدميرال «تشيستر نيمتز» قد طرح خطة هذا الغزو في وقت سابق من عام 1943، ولكن لم تكن الموارد مُتاحة لتنفيذها في نفس وقت «عملية عجلة العربة»، التي طوقت رابول في أرخبيل بسمارك. كانت الخطة تقتضي بالاقتراب من اليابان من خلال التنقل بين جُزر المحيط الهادئ، وإنشاء قواعد بحرية وجوية في مجموعة واحدة من الجزر لدعم الهجوم على المجموعة التالية. كانت جزر غيلبرت هي الخطوة الأولى في هذه السلسلة.

### غارة جزيرة ماكين
في 17 أغسطس 1942، تم إنزال 211 من مشاة البحرية من كتيبة المارينز الثانية بقيادة العقيد «إيفانز كارلسون» والكابتن «جيمس روزفلت»  على جزيرة ماكين. نشرت الحامية اليابانية 83 إلى 160 رجلاً فقط. قتل مُشاة البحرية 83 جنديًا يابانيًا على الأقل، مقابل خسارة 21 جُندي (معظمهم من خلال هجوم جوي) و 9 أسروا. نقل اليابانيون سجناءهم إلى جزيرة كواجالين، حيث قطعت رؤوسهم فيما بعد. كان أحد أهداف الغارة هو إرباك اليابانيين بشأن نوايا الولايات المُتحدة في المحيط الهادئ، ولكن كان لها تأثير في تنبيه اليابانيين إلى الأهمية الاستراتيجية لجزر غيلبرت وأدت إلى دفع الأخير لجلب المزيد من التعزيزات.
بعد الغارة، عزز اليابانيون تواجُدهم على جزر غيلبرت، التي تُركت مع حراسة خفيفة. تكونت حامية جزيرة ماكين من سرية واحدة (700-800 رجل) في أغسطس 1942، واستؤنف العمل في قاعدة الطائرات المائية والدفاعات الساحلية للجزيرة المرجانية بشكل جدي. بحلول يوليو 1943، اكتملت قاعدة الطائرات المائية في ماكين وأصبحت جاهزة لاستيعاب الطائرات البحرية. كما تم الانتهاء من تجهيز دفاعاتها، على الرغم من أنها لم تكن واسعة النطاق مثل تلك الموجودة على جزيرة تاراوا (القاعدة الجوية البحرية اليابانية الرئيسية في جزر غيلبرت). بينما كان اليابانيون يبنون دفاعاتهم في جزر غيلبرت، كانت القوات الأمريكية تُخطط لاستعادة الجزر.

### خطة هجوم الولايات المتحدة
في يونيو 1943، وجهت هيئة الأركان المشتركة الأدميرال «تشيستر نيميتز»، القائد العام لأسطول المحيط الهادئ، لتجهيز خطة لاحتلال جُزر مارشال. في البداية، أراد كل من «نيميتز» والأدميرال «إرنست كينغ» أراد الهجوم مباشرة في قلب مُحيط الدفاع الخارجي الياباني، لكن أي خطة لمهاجمة جزر مارشال مباشرة من بيرل هاربور كانت تتطلب عددًا أكبر من القوات ووسائل النقل مما كان عليه أسطول المحيط الهادئ في ذلك الوقت. بالنظر إلى هذه العيوب والخبرة القتالية المحدودة للقوات الأمريكية، قرر «كينج» و«نيميتز» أخذ جزر مارشال خطوة بخطوة عبر جزر إيليس وغيلبرت. تقع جزر غيلبرت على بعد 320 كم من جنوب جزر مارشال وكانت ضمن نطاق طائرات القوات الجوية الأمريكية بي-24 المتمركزة في جزر إيلس، والتي يُمكن أن توفر دعمًا للقصف والاستطلاع بعيد المدى للعمليات في جزر غيلبرت. مع وضع هذه المزايا في الاعتبار، في 20 يوليو 1943، قرر رؤساء الأركان المُشتركين الاستيلاء على جزر تاراوا وأبيما المرجانية في غيلبرتس، بالإضافة إلى جزيرة ناورو القريبة. أطلق على العملية اسم «عملية كالفانيك».
في 4 سبتمبر، تم تصنيف القوات البرمائية التابعة لأسطول الولايات المتحدة الخامس على أنها الفيلق البرمائي الخامس ووضعت تحت قيادة لواء مُشاة البحرية «هولاند سميث». كان للفيلق البرمائي الخامس فرقتين وحيدتين، الفرقة البحرية الثانية ومقرها نيوزيلندا، وفرقة المُشاة السابعة والعشرون التابعة للجيش الأمريكي ومقرها هاواي. كانت فرقة المشاة السابعة والعشرون وحدة من الحرس الوطني في نيويورك قبل استدعائها للخدمة الفيدرالية في أكتوبر 1940. تم نقلها إلى هاواي وبقيت هناك لمدة سنة ونصف قبل أن يتم اختيارها من قبل الجنرال «روبرت سي ريتشاردسون جونيور»، القائد العام في منطقة المحيط الهادئ الوسطى لغزو جزر غيلبرت. قام الكابتن «جيمس جونز»، قائد فيلق الاستطلاع البرمائية، باستطلاع تضاريس جزر غيلبرت، وإنشاء حسابات دقيقة لرؤوس الجسور البحرية أستعدادًا للغزو القادم.
تم تكليف فرقة المشاة السابعة والعشرين بتزويد قوة الأنزال، بفريق قتالي واحد (فوج المشاة 16)، معززة بفريق أنزال (الكتيبة الثالثة، 105 مشاة) بدعم من كتيبة المدفعية الميدانية 105 وكتيبة الدبابات 193، تحت قيادة اللواء «رالف سي سميث»، وهو من قدامى المحاربين في الحرب العالمية الأولى، والذي تولى القيادة في نوفمبر 1942. وكان أحد أكثر الضباط احتراما في جيش الولايات المتحدة في ذلك الوقت. في أبريل 1943، بدأت فرقة المشاة السابعة والعشرون في التحضير للعمليات البرمائية.
بدأ التخطيط لدور فرقة المشاة السابعة والعشرين في «عملية كالفانيك» في أوائل أغسطس عام 1943، وكان الهدف الأصلي هو جزيرة ناورو الواقعة في غرب جزر غيلبرت. على عكس الأهداف الأخرى، كانت جزيرة ناورو أكبر حجمًا وذات حامية عسكرية أكبر.
ومع ذلك، في سبتمبر 1943 تغير هدف الفرقة السابع والعشرين. أدت صعوبة توفير الدعم البحري والجوي الكافي للعمليات المتزامنة في جزيرة تاراوا وجزيرة ناورو الأبعد بكثير، بالإضافة إلى عدم وجود وسائل نقل كافية لحمل القوات الازمة لأخذ ناورو الأكبر حجماً والأكثر دفاعاً، إلى قيام الأدميرال «نيميتز» بتحويل هدف الفرقة السابع والعشرين من جزيرة ناورو إلى جزيرة ماكين، في شمال شرق دزر غيلبرت. علم موظفو فرقة المشاة السابعة والعشرون بتغيير الهدف في 28 سبتمبر، وألغوا خطة جزيرة ناورو الأصلية، وبدأوا بالتخطيط لجزيرة ماكين.
خسائر الطائرات الثقيلة وتعطل أربع طرادات في جزر سليمان (قصف رابول) عنى ذلك إلغاء الخطة اليابانية الأصلية لضرب أسطول الغزو الأمريكي من قبل القوات المتمركزة في تشوك لاغون في جزر كارولين القريبة. لذلك تُركت الحاميات اليابانية المُتمركزة في جزر تاراوا وماكين لمصيرهم.

## مقدمة
تمركزت دفاعات ماكين البرية حول شاطئ البحيرة، بالقرب من قاعدة الطائرة المائية في الجزء الأوسط من الجزيرة. كان هناك نظامان لحاجز الخزان، كان حاجز الخزان الغربي المُمتد من البحيرة ثلثي الطريق عبر ماكين، وكان عرضه من 4.0 مترًا وعمقه 4.6 مترًا، وكان محميًا بمدفع واحد مضاد للدبابات في ملجأ خرسانية وستة مواقع للمدافع الرشاش و50 حفرة بندقية. يمتد حاجز الخزان الشرقي، الذي يبلغ عرضه 4.3 مترًا وعمقه 1.8 مترًا، من البحيرة عبر ثلثي الجزيرة وينحني غربًا بحواجز خشبية مضادة للدبابات في كل طرف. كان محميًا بمئزر مزدوج من الأسلاك الشائكة ونظام معقد من مواضع المدافع وحفر البنادق.
تم إنشاء سلسلة من نقاط القوة على طول جانب المحيط في ماكين، بمدافع دفاع ساحلية عيار 200 مم، وثلاثة مواقع للمدافع المضادة للدبابات مقاس 37 ملم، و 10 مواضع للمدافع الرشاشة و 85 حفرة للبنادق. توقع اليابانيون أن يأتي الغزو على جانب المحيط من ماكين، على غرار غارة كارلسون في عام 1942، وأنشأوا دفاعاتهم على بعد 3.2 كم من مكان الغارة. بدون طائرات أو سفن أو أمل في التعزيز أو الإغاثة، يمكن للمدافعين أن يأملوا فقط في تأخير الهجوم الأمريكي القادم لأطول فترة مُمكنة.

## المَعركة

### الغزو
بدأت العمليات الجوية على جزيرة ماكين في 13 نوفمبر 1943، مع قدوم قاذفات بي-24 الموحدة التابعة للقوات الجوية السابعة من جزر إيليس. قامت طائرات الغرومان إف 4 إف ويلدكات بمُرافقة القاذفة الانقضاضية دوغلاس إس بي دي دونتليس وغرومان تي بي إف آفنجرز من حاملات الطائرات المرافقة؛ تليها مدافع الدعم عيار 200 ملم من البارجة الحربية يو إس إس ميسيسيبي والسفن الحربية الأخرى. أثناء القصف، أدى انفجار برج على البارجة الحربية يو إس إس ميسيسيبي إلى مَقتل 43 بحارًا.
بدأت القوات في التوجه إلى الشاطئ على شاطئين، في الساعة 08:30 يوم 20 نوفمبر. سارت عمليات الإنزال الأولية على الشاطئ الأحمر وفقًا للخطة مع تحرك القوات المُهاجمة بسرعة إلى الداخل بعد رحلة هادئة على جانب المحيط من الجزيرة. تباطأ تقدمهم على الشاطئ فقط من قبل قناص عرضي والحاجة للالتفاف حول الحطام والحفر المليئة بالمياه التي خلفها القصف الجوي والبحري. أعاقت الحفر على وجه الخصوص دعم الدبابات لقوات الشاطئ الأحمر بالتحديد الدبابات الخفيفة من كتيبة الدبابات 193 عندما علقت الدبابة الخفيفة أم3 ستيوارت جُزئيًا في حفرة صدفية وسدت مرور جميع المركبات الموجودة خلفها.
عندما اقتربت مركبة الإنزال من الشاطئ الأصفر من البحيرة، بدأوا في تلقي نيران من المُدافعين عن الجزيرة. فوجئت القوات المهاجمة أيضًا باكتشافها أنه على الرغم من اقترابها من الشاطئ عند ارتفاع المد كما هو مُخطط لها، تسبب سوء تقدير لعمق البحيرة في جنوح قواربهم الصغيرة، مما أجبرهم على السير في آخر 230 مترًا إلى الشاطئ في المياه العميقة. فقدت المعدات والأسلحة في الماء، ثلاثة رجال فقط قُتلوا وهم يقتربون من الشاطئ، يرجع ذلك إلى أن المدافعين اختاروا اتخاذ موقفهم النهائي بعيدًا عن الداخل على طول حواجز الدبابات.

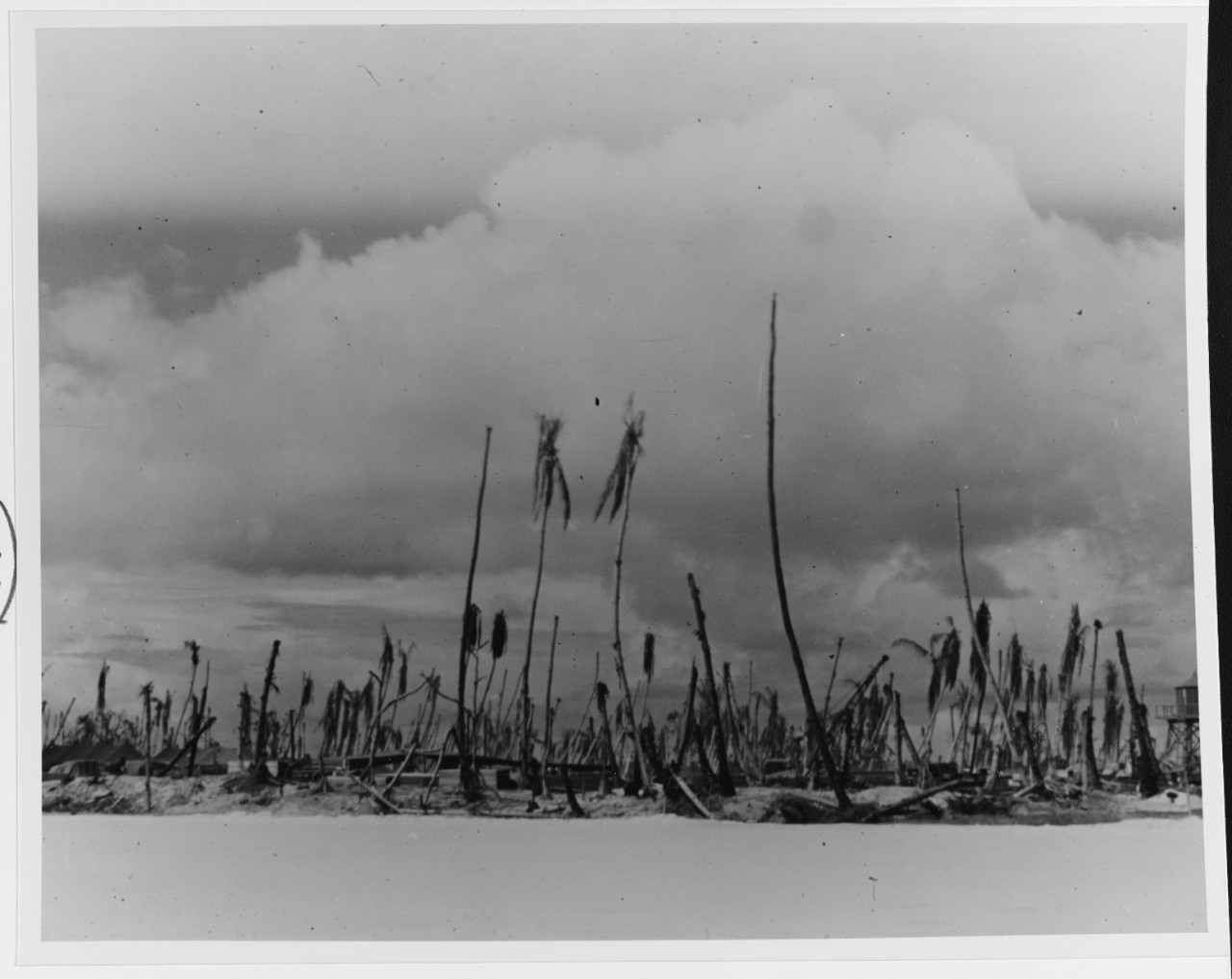
مشهد لشاطئ جزيرة ماكين، تم التقاط الصورة بعد فترة وجيزة من الغزو الأمريكي في أواخر نوفمبر 1943.

تم وضع خطة الغزو الأمريكية على أمل جذب اليابانيين لإلزام معظم قواتهم بمعارضة عمليات الإنزال الأولى على الشاطئ الأحمر، وبالتالي السماح للقوات بالهبوط على الشاطئ الأصفر بالهجوم من الخلف. ومع ذلك، لم يستجب اليابانيون للهجوم على الشاطئ الأحمر، وانسحبوا من الشاطئ الأصفر بإطلاق نار فقط، تاركين لقوات الفرقة السابعة والعشرين أي خيار سوى ضرب النقاط القوية المُحصنة واحدة تلو الأخرى. وأعيقت عمليات التخفيض بسبب العجز المتكرر عن استخدام أسلحة الدعم الثقيل، بما في ذلك الدبابات، بسبب خطر تبادل إطلاق النار. قُتل قائد فوج المشاة 165، العقيد «غاردينر كونروي»، في إحدى المعارك على يد قناص ياباني بعد ظهر اليوم الأول وخلفه الكولونيل «جيرارد دبليو كيلي».

### السيطرة على الجزيرة
يومين من القتال الشديد قلل من المقاومة اليابانية. بعد تطهير الجزيرة المرجانية بأكملها، أبلغ قائد الفرقة السابعة والعشرين، الجنرال «رالف سي سميث»، في صباح يوم 23 نوفمبر 1943، «تم أخذ ماكين، أوصي بتمرير القيادة لقائد قوة الحامية».
كانت أصعب مُشكلة في السيطرة على ماكين هي تنسيق إجراءات قوتين إنزال منفصلتين، الأمر الذي جعل الأمر أكثر صعوبة لأن المدافعين لم يستجيبوا كما كان متوقعًا. كما أن عدم ملاءمة الشواطئ الضيقة لعمليات إنزال الإمداد - والتي لم يتم اكتشافها من خلال استطلاع ما قبل الغزو - كانت أيضًا عائقًا شديدًا.

### غرق يو إس إس ليسكوم باي

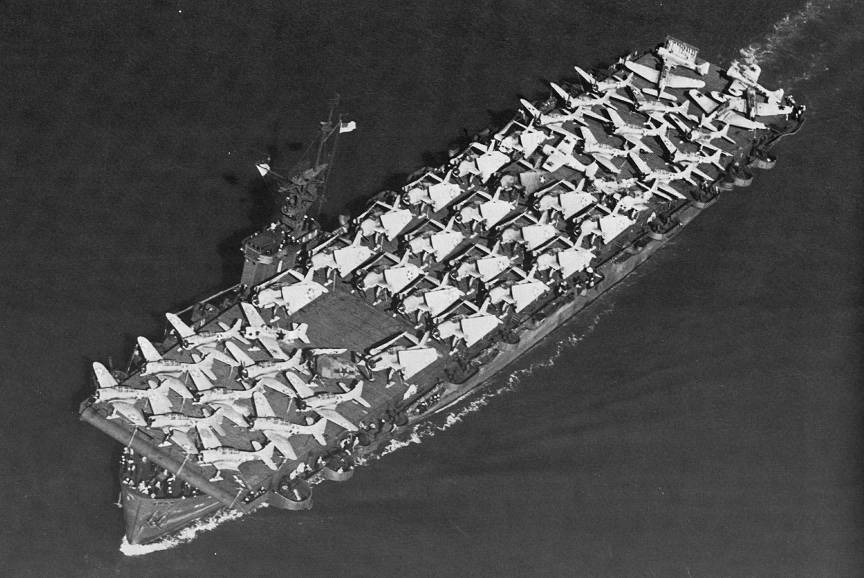
حاملة الطائرات المرافقة يو إس إس ليسكوم باي.

في الساعات الأولى من يوم 24 نوفمبر 1943، أغرقت الغواصة اليابانية نوع أي-175 حاملة الطائرات المرافقة يو إس إس ليسكوم باي، والتي وصلت بالقرب من جزيرة ماكين قبل ساعات قليلة فقط. طوربيد واحد، تم إطلاقه بواسطة أي-175، فجّر مخزون قنابل الطائرات الموجود على الحاملة، مؤديًا ألى انفجار اجتاح السفينة بأكملها، مما تسبب في غرقها بسرعة. كان الهجوم على يو إس إس ليسكوم باي مسؤولاً عن غالبية الضحايا الأمريكيين في معركة ماكين. من بين 916 من أفراد الطاقم في ليسكوم باي، تم إنقاذ 272 فقط، بينما لقى 644 ضابطا (53 ضابطا و 591 من المجندين)، بما في ذلك الأدميرال الرائد، «هنري م. مولينكس» وكابتن الحاملة الأدميرال «ايرفينغ ويلتسي».
كانت خسارة ليسكوم باي عشية عيد الشكر من ذلك العام بسبب عدة عوامل. ترك المدمرتان، يو إس إس هال ويو إس إس فرانكس، رادار المُدمرة، مما خلق فجوة. أيضًا، لم تكن فرقة العمل على متن الحاملة ليسكوم باي تقود الحاملة بشكل متعرج. اقتربت الغواصة اليابانية أي-175 من فرقة العمل دون أن يتم اكتشافها وأطلقت مجموعة من الطوربيدات عبر الفجوة الموجودة في الشاشة المضادة للغواصات، والتي أصابت أحدها وأغرقت ليسكوم باي.

## ما بعد المعركة

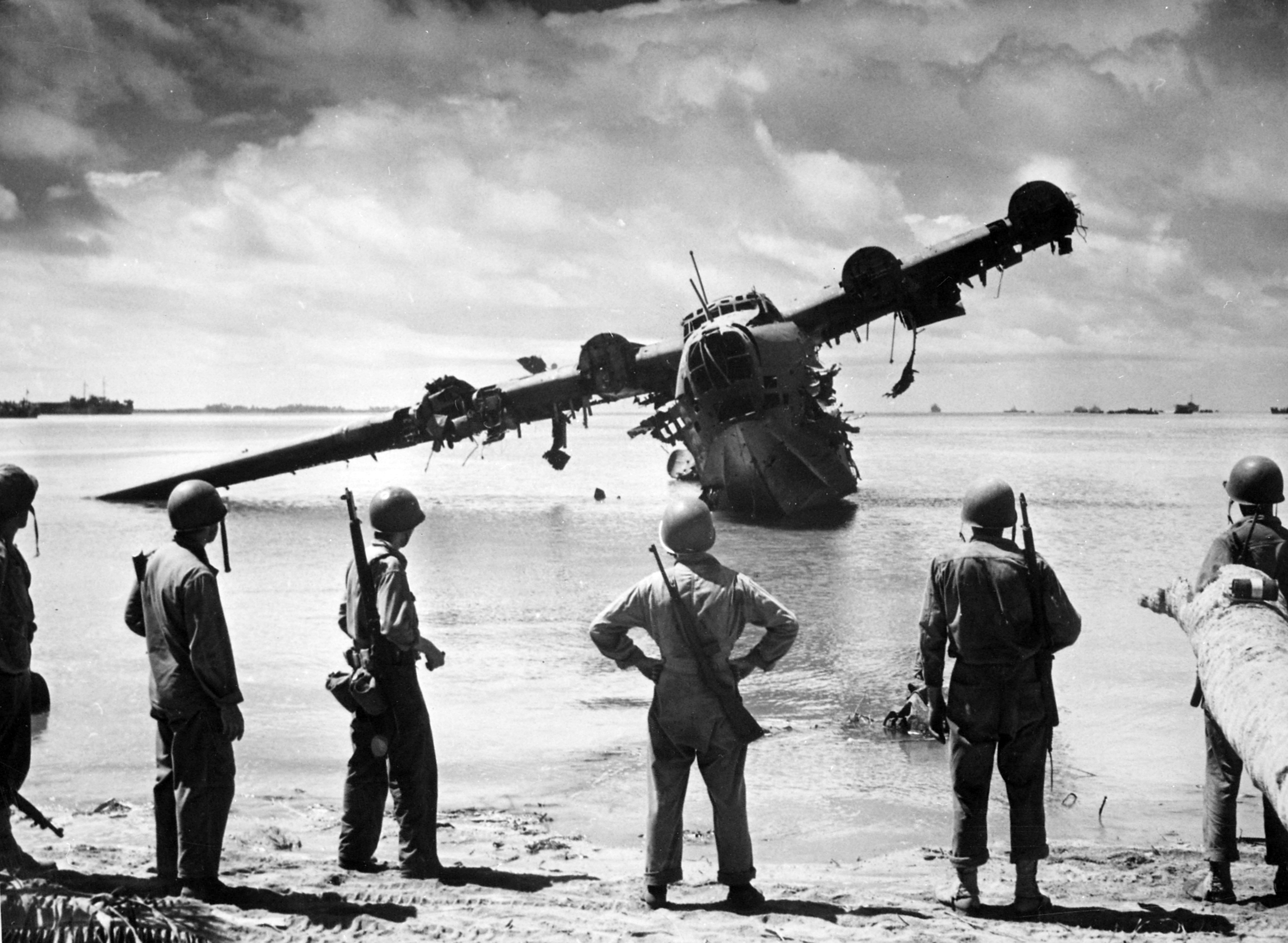
جُنود من الجيش الأمريكي توقفوا لإلقاء نظرة على طائرة مائية يابانية بعد مَعركة ماكين.

استغرق الاحتلال الكامل لماكين أربعة أيام وكلف خسائر بحرية أكبر بكثير مما تكلفته في القوات البرية. على الرغم من التفوق الكبير في الرجال والأسلحة، واجهت الفرقة السابعة والعشرون صعوبة في إخضاع قوة الدفاع الصغيرة للجزيرة. تم تدمير دبابة واحدة يابانية في القتال، وتم التخلي عن دبابتين دون استخدامهما في القتال.
مقابل ما يقدر بنحو 395 يابانيًا قُتلوا في أثناء العملية، بلغ عدد الضحايا الأمريكيين على الأرض 66 قتيلًا و 152 جريحًا. كانت خسائر البحرية الأمريكية أعلى بكثير، 644 حالة وفاة على حاملة الطائرات المرافقة يو إس إس ليسكوم باي، 43 قتيلًا في أنفجار برج على البارجة يو إس إس ميسيسيبي، و 10 قتلوا في القتال مع الأطراف البحرية أو كطيارين، ليصبح المجموع 697 قتيلًا بحريًا. إجمالي عدد القتلى الأمريكيين 763 يساوي تقريبًا عدد الرجال في الحامية اليابانية بأكملها.

## المرجع
1. ↑  USMC History Division webpage for James Roosevelt, accessed 8 December 2009 نسخة محفوظة 2011-06-15 على موقع واي باك مشين.
2. ↑  Bruce F. Meyers, Swift, Silent, and Deadly: Marine Amphibious Reconnaissance in the Pacific, 1942–1945, (Annapolis, MD: Naval Institute Press, 2004).
3. ↑  The Capture of Makin (20–24 Nov 1943), Center of Military History, U.S. Army, p. 6. نسخة محفوظة 2020-07-28 على موقع واي باك مشين.
4. ↑  The Capture of Makin, pp. 107–108. Unit identifications here were sourced from actual documents recovered during the battle. نسخة محفوظة 2020-07-28 على موقع واي باك مشين.
5. ↑  The United States Army in World War II: Seizure of the Gilberts and Marshalls, p. 71. This source lists the number of troops of the 111th (which the previous source omitted) but shorts the aviation units. The total listed is the result of itemized personnel from both sources. نسخة محفوظة 2022-04-08 على موقع واي باك مشين.
6. ↑  The Capture of Makin p. 78. نسخة محفوظة 2020-07-28 على موقع واي باك مشين.
7. ↑  The Capture of Makin, p. 124. نسخة محفوظة 2020-07-28 على موقع واي باك مشين.
8. ↑  "USS Liscome Bay: Hit By a Torpedo Near Makin Atoll During World War II" نسخة محفوظة 2022-01-18 على موقع واي باك مشين.
9. ↑  Japanese survivors continued to the U.S. garrison for more than a month after the battle, and except for 104 prisoners, all but 3 of whom were Korean, the entire Japanese force was annihilated. The Capture of Makin, pp. 124, 130. نسخة محفوظة 2020-07-28 على موقع واي باك مشين.
10. ↑  The Capture of Makin, p. 131. نسخة محفوظة 2020-07-29 على موقع واي باك مشين.